# Европско првенство у рагбију тринаест Д
Европско првенство у рагбију тринаест Д дивизија (енгл. Rugby League European Championship D) је четврти ешалон европског рагбија 13.

### Тренутни учесници
- Рагби 13 репрезентација Чешке Републике
- Рагби 13 репрезентација Малте
- Рагби 13 репрезентација Холандије
- Рагби 13 репрезентација Турске